# Gametrak
Gametrak est le nom d'un contrôleur de jeu inventé en 2000 par Elliott Myers. Celui-ci créa en novembre 2000 sa société, In2Games, dans le but de commercialiser son produit. Elle fut rachetée par Performance Designed Products en 2008.
Ce contrôleur de jeu est destiné à des jeux vidéo en 3D temps réel sur console de salon ou ordinateur personnel. Ces jeux doivent être spécialement conçus pour l'utilisation du Gametrak.

## Première version

### Principe du système
Le système original en lui-même est constitué d'un dispositif mécanique situé dans un boîtier lourd positionné sur le sol, devant le joueur qui se tient debout face à son écran d'ordinateur ou de télévision. La captation des mouvements et de la position des mains se fait via une paire de mitaines, chacune reliée au boitier par un fin fil rétractable. Ces "gants" étant dépourvus de boutons, une petite pédale située entre les pieds du joueur sert de complément, notamment pour sélectionner une option dans les menus des jeux.

### Dark Wind
La première version du Gametrak est sortie le 22 octobre 2004 en Europe. Elle était accompagnée du premier jeu utilisant ce système, Dark Wind, un jeu de combat en vue subjective sur PlayStation 2. Le joueur "voit" par les yeux de son personnage, ces bras sont placés en garde devant lui. Le principe est alors de frapper son adversaire au visage en faisant un mouvement d'un des deux bras vers l'avant, tout en se protégeant des coups portés en plaçant ces mains aux bons endroits.

### Real World Golf
Une deuxième version du Gametrak est lancée le 26 août 2005. Celle-ci reprend le même principe que la version précédente, n'apportant que de petits raffinements au niveau du design. Sa sortie s'accompagne de celle d'un nouveau jeu, Real World Golf, qui utilise le Gametrak pour reproduire les mouvements du golfeur. Ce système était alors très novateur et beaucoup plus réaliste que les jeux de golf de l'époque. La Wii n'était en effet pas encore sortie
et le seul moyen de représenter l'orientation et la force du tir était alors d'appuyer sur un bouton alors d'une jauge varie. Un club de golf miniature est fourni avec le jeu pour ajouter au réalisme, mais il n'est pas nécessaire au fonctionnement du jeu en lui-même.
Si Dark Wind connut un succès mitigé, Real World Golf se vendit plutôt bien au Royaume-Uni, pays où il fut diffusé. Ce succès encourageant laissa prévoir par In2Games une étendue de sa diffusion et des plates-formes compatibles, ainsi que d'autres jeux utilisant le Gametrak, tels que des jeux de bowling, de basketball, de baseball, des jeux de tir à la première personne ou encore des jeux de société.
Une version PC de Real World Golf sortit en Europe le 23 novembre 2005. Aux États-Unis, une version améliorées sur PlayStation 2 et une autre sur Xbox sortirent le 11 avril 2006. Une suite nommée Real World Golf 2007 est sortie en Europe le 25 août 2006 sur PlayStation 2 et PC.

## Versions ultérieures et à venir
In2Games a depuis décidé d'arrêter la production de Gametrak de "première génération", ceci afin de se concentrer sur de nouveaux produits tels que "Gametrak Freedom" (nouveau système compatible avec l'ancien), et "Realplay". Le but de la société étant de proposer une alternative sur d'autres plates-formes (PlayStation 3, Xbox 360) aux jeux utilisant la Wiimote. Elle continue dans cette optique après son rachat par la société américaine PDP (Performance Designed Products).
Son projet principal actuel est un jeu nommé Squeeballs.